# Request for enhancement
Pour les articles homonymes, voir RFE.

## Informatique
Une request for enhancement est un anglicisme pour une « demande d'amélioration » dans le développement logiciel. On peut aussi trouver l'anglicisme request for change (RFC) qui signifie la même chose en ITIL. 
Principalement utilisée dans le monde du logiciel libre, une RFE permet de faire remonter les demandes d'amélioration auprès des développeurs en utilisant entre autres un système de suivi de problèmes. Il peut s'agir de la demande d'une nouvelle fonctionnalité ou de l'amélioration d'une fonction existante.

## Économie
La technique de l’enhancement peut être utilisée lorsqu’une institution financière (banque, compagnie d’assurance) recours au processus de titrisation. 
La technique de l’enhancement vise à céder à un fonds ou à un véhicule spécialement dédié un volume de créances dont le montant est supérieur à la valeur des titres émis par le fonds ou le véhicule. Cette technique permet d’obtenir une meilleure notation financière des titres émis et de les rendre ainsi plus attractif vis-à-vis des investisseurs.